# 山下明生 (小惑星)
山下明生（やましたはるお、21161 Yamashitaharuo）は、小惑星帯に位置する小惑星の1つである。北海道北見市で円舘金と渡辺和郎によって発見された。

## 名称
山下明生は主に児童向けの本の作家である。